# Ушча
Ушча (рус. Уща), у горњем делу тока позната и као Ушчанка (рус. Ущанка) руско-белоруска је река и леве притока реке Дрисе. Припада басену реке Западне Двине, односно басену Балтичког мора.
Свој ток започиње као отока ледничког језера Ушчо у јужном делу Псковске области Русије, на граници Пустошког и Невељског рејона, тече у смеру југа и улива се у Дрису, односно у језеро Дриси из ког даље отиче река Дриса на подручју Витепске области Белорусије (Горњодвински рејон). Највећим делом тока протиче преко благо заталасаног Вјазевског побрђа.